# Krasnobrodzkie Muzeum Sakralne w Krasnobrodzie
Krasnobrodzkie Muzeum Sakralne w Krasnobrodzie – muzeum położone w Krasnobrodzie. Placówka mieści się przy parafii Nawiedzenia Najświętszej Maryi Panny w Krasnobrodzie.
Placówka powstała z inicjatywy miejscowego proboszcza, ks. Romana Marszalca. Na jego zbiory składają się eksponaty zgromadzone w ciągu kilkuset lat istnienia świątyni. W ramach wystawy prezentowane są:
- ornaty, pochodzące z XVIII i XIX wieku,
- starodruki: mszały (XVII-XIX wiek), egzemplarze Biblii (XVI-XVIII wiek), księgi parafialne, zbiory kazań (XVII-XVIII wiek), komentarze oraz inne księgi (m.in. modlitewniki, śpiewniki, kalendarze liturgiczne), pochodzące z okresu od XVI do XIX wieku
- naczynia liturgiczne, świeczniki, klęczniki, obrazy.

W kompleksie zabudowań parafialnych mieści się również Krasnobrodzkie Muzeum Parafialne.